# Pravda (Slovacchia)
Pravda (lett. "verità") è un quotidiano slovacco. È posseduto dalla Northcliffe International, parte della società mediatica britannica Daily Mail and General Trust.

## Storia

### Fondazione e primi anni
Nel passato, il giornale era l'equivalente slovacco del giornale sovietico Pravda. Fondato nel 1945 (anche se altre pubblicazioni intitolate Pravda erano esistite precedentemente, dal 1925 al 1932 e nel 1944, ed erano poi state chiuse) fu il giornale del Partito Comunista di Slovacchia, e, in quanto tale, divenne quotidiano di proprietà dello Stato. Il suo equivalente nelle terre ceche che facevano parte della Cecoslovacchia era Rudé právo.

### Dopo la dissoluzione della Cecoslovacchia
Dopo la rivoluzione di velluto, e la conseguente dissoluzione della Cecoslovacchia, la Pravda divenne temporaneamente il giornale del Partito della Sinistra Democratica (SDĽ) il successore formale del Partito Comunista di Slovacchia. Al giorno d'oggi, è un giornale moderno e neutrale, uno dei principali della Slovacchia.